# Vincenzo Riccardi di Lantosca
Vincenzo Riccardi di Lantosca (Rio de Janeiro, 9 febbraio 1829 – Ravenna, 9 agosto 1887) è stato un poeta italiano.

## Biografia
Nato in Sudamerica nel 1829, studiò e si formò a Torino, dove si laureò in Lettere. Svolse principalmente la professione di insegnante nelle scuole superiori e divenne anche provveditore agli studi. Scrisse componimenti poetici e poemetti satirici, influenzato inizialmente dalla poesia di Giovanni Prati, maturò nel corso della propria vita fino ad avvicinarsi al gusto scapigliato e ad anticipare in alcuni aspetti il realismo descrittivo borghese.

## Opere
- Dall'Alpi all'Adriatico (1860)
- Viaggio nell'ombra (1869)
- Le isole deserte (1877)
- Pape Satan Aleppe (1882)
- Pippetto ossia il regno di Saturno (1886), incompiuto
- Poesie scelte (1900), raccolta postuma